# Pol Leurs

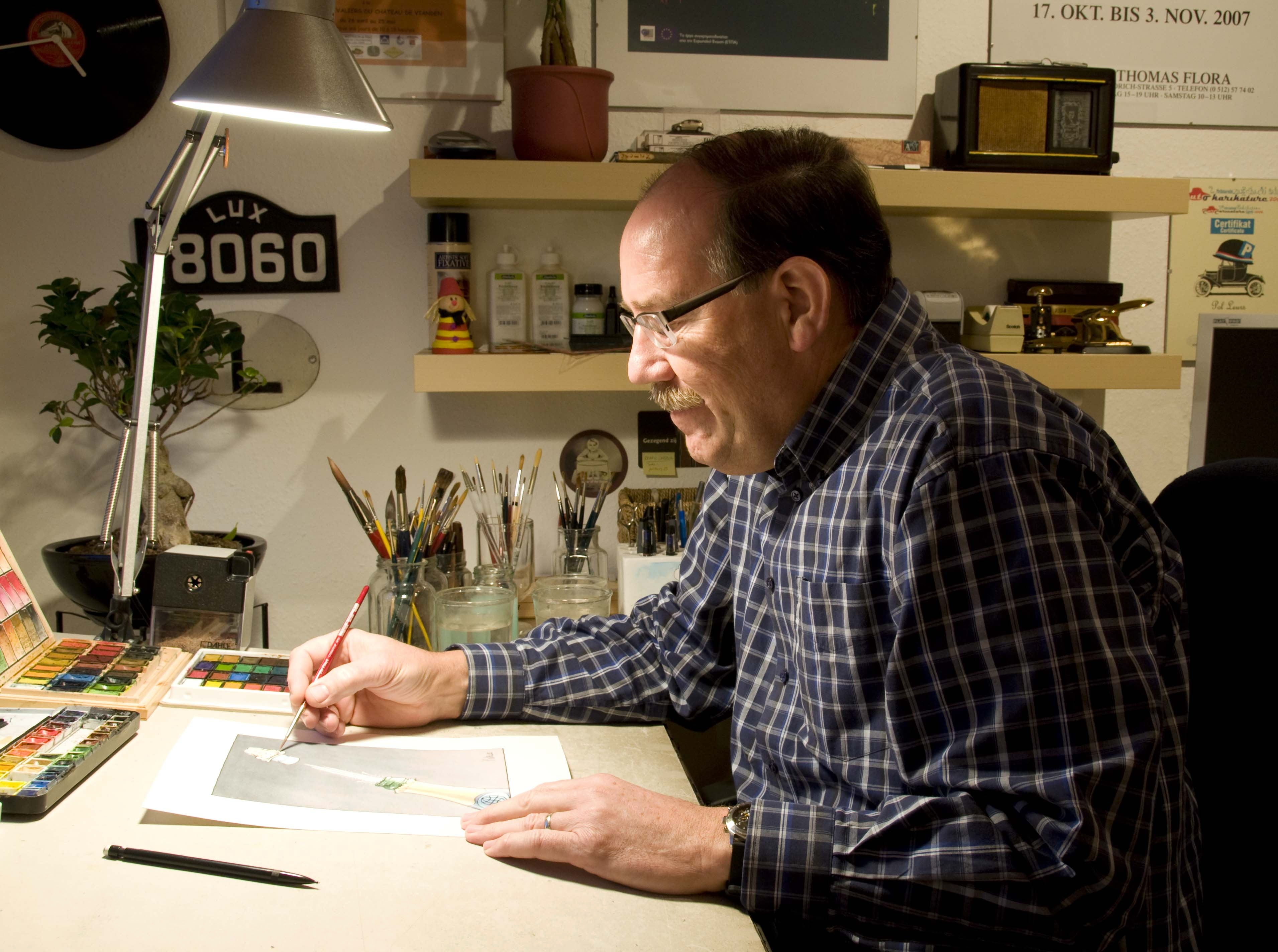
Pol Leurs

Pol Leurs (* 27. September 1947 in Luxemburg) ist ein unter dem Pseudonym Poleurs bekannter Cartoonist.
Er ist verheiratet und Vater von drei erwachsenen Söhnen.

## Werdegang
Pol Leurs ist Autodidakt und hat an diversen luxemburgischen Zeitschriften mitgearbeitet, darunter von 1975 bis 1980 an der Revue, von 1978 bis 1989 am Forum und von 1981 bis 1983 an Ons Stad.
Er hat unter dem Titel Poleurs CARTOONS 1, 2, 3, 4 und 5 bisher fünf Bücher mit auserwählten Werken in Eigenverlag herausgegeben.
Im Jahre 2013 wurde er mit dem Verdienstorden des Großherzogtums Luxemburg als Anerkennung für seine künstlerische Tätigkeit von der Kulturministerin Oktavie Modert ausgezeichnet.
Von 2008 bis 2013 präsidierte er die Jury des Salon International de la Caricature et du Cartoon de Vianden (L). Für folgende weitere Jurys wurde er außerdem nominiert:
- 1985   Euro-Cartoonale, Kruishoutem (B)
- 1986   International Cartoonfestival Knokke-Heist (B)
- 2010   European Competition „20th anniversary of the Convention on the Right of the Child“
- 2011   Concours International du Dessin de Presse et d'Humour de Virton (B)
- 2011   17th International Cartoon Contest Haifa (Israel)
- 2011   First International Biennial of Resistance Cartoon Contest, Tabriz (Iran)
- 2013   Euro-Cartoonale Kruishoutem (B)
- 2013   18e Nederlands Cartoonfestival (NL)
- 2013   International Cartoon Contest "Humour a Gallarate" (I)
- 2014   Second International Graphic Humour Festival "The Sunny Dragon" (Armenien)
- 2015   Internationaler Karikaturwettbewerb Berlin (D)
- 2017  The first International Cartoon Festival on Safe & Optimal Consumption of Naturall Gas (Iran)
- seit 2019 Salon International de la Caricature et du Cartoon de Vianden (L)
- 2020  President der Jury der Euro-Cartoonale, Kruishoutem (B)
- 2021  38th Aydin Dagan International Cartoon Competition, Istanbul (Türkei)
- 2022  54th World Gallery of Cartoons, Skopje (Nordmazedonien)
- 2025  President der Jury der Euro-Kartoenale, Kruishoutem (B)

## Auszeichnungen
- 1980  Cartoon’80, Berlin (Deutschland) – Special award for particularly remarkable performance
- 1983  Euro-Cartoonale, Kruishoutem (Belgien) – 1. Preis, Golden Egg
- 1984  23th International Cartoonfestival, Knokke-Heist (Belgien) – 10. Preis
- 1994  Kiischpelter Cartoonale (Luxemburg) - Prix du conseil de la presse
- 2006  45th International Cartoonfestival, Knokke-Heist (Belgien) – 3. Preis, Bronze Hat
- 2006  International contest of illustration for the belgian book „History of contraception“ – 3. Preis
- 2007  Euro-Cartoonale, Kruishoutem – 3. Preis
- 2007  VII International Cartoon Contest „Independence“ (Ukraine) – Special award of National Artists' Union of Ukraine
- 2007  Greekartoon, Athens (Griechenland) – 1. Preis
- 2007  International Cartoon Contest „Humour a Gallarate“ (Italien) – Special award of Cultural Foundation 1860 Gallarate Città
- 2007  17th Olense Kartoenale (Belgien) – 3. Preis, De Aarden Pot
- 2007  ACV BI International Cartoon Contest, Brüssel (Belgien) – 2. Preis
- 2007  16th Daejeon International Cartoon Contest Dicaco (Korea) – Honorable mention
- 2008  47th International Cartoonfestival, Knokke-Heist (Belgien) – 3. Preis, Bronze Hat
- 2008  3rd International Prestigio Cartoon Contest (Tschechische Republik) – Gold Prize
- 2008  2nd International Cartoon Contest „Car-caricature“, Zagreb (Kroatien) – 3. Preis
- 2008  Festival of European Satire „Billygoats“ Poznań (Polen) – Special award
- 2008  11th George Van Raemdonck Cartoon Contest (Belgien) – 3. Preis
- 2008  4th Salon of Humor of Paraguaçu Paulista – Sao Paulo (Brasilien) – 1. Preis
- 2008  Festival Satirical Bucovina-Museal Complex Suceava (Rumänien) – Honorable mention
- 2008  6th International Cartoon Contest „Karpik“, Niemodlin (Polen) – 1. Preis
- 2008  2nd International Cartoon Contest of Braila (Rumänien) – Special prize
- 2008  17th Daejeon International Cartoon Contest Dicaco (Korea) – Honorable mention
- 2009  5th Syria International Cartoon Contest (Syrien) – Special prize
- 2009  14th Zemun International Salon of Caricature, Zemun (Serbien) – 3. Preis
- 2009  26th International Cartoon Contest Aydin Dogan, Istanbul (Türkei) – 3. Preis
- 2009  26th International Humor Exhibition of Piaui (Brasilien) – First honorable mention
- 2009  11th International Cartoon Contest „Debiut“, Zielona Góra (Polen) – Special award by „False Mirror Gallery“
- 2009  Cartoonale Brugge (Belgien) – 1. Preis
- 2009  7th International Cartoon Contest „Karpik“, Niemodlin (Polen) – Special honorable mention
- 2009  1st International Cartoon Contest „Mussel & Fish“ (Bulgarien) – Honorable mention
- 2009  7te Giwenecher Cartoon Concours (Luxemburg) – 1. Preis
- 2010  16th International Cartoon Competition „Golden Keg“, Preslov (Slowakei) – Honorable mention
- 2010  1st International Cartoon Competition Berlin (Deutschland) – Special prize
- 2010  9e Biennale Internationale „Humour et Vigne“, Jonzac (Frankreich) – 1. Preis, Grand Prix du Cognac
- 2010  Internationaler Cartoon-Wettbewerb des KuK e. V., Aachen (Deutschland) – 3. Preis
- 2010  12th Int. Cartoon Contest „Debiut“, Zielona Góra (Polen) – Special award by Polish Cartoonists’ Association SPAK
- 2010  6th International Cartoon Festival Solin (Kroatien) – Special prize
- 2010  2nd International Cartoon Contest „Mussel & Fish“ (Bulgarien) – Honorable mention
- 2010  Selective Cartoon Contest, Baja (Ungarn) – Diploma
- 2010  22e Olense Kartoenale (Belgien) – 1. Preis, De Tinnen Pot
- 2010  8te Giwenecher Cartoon Concours (Luxemburg) – 1. Preis
- 2011  17th Dutch International Cartoonfestival (Niederlande) – 3. Preis
- 2011  18th Euro-Cartoonale Kruishoutem (Belgien) – 2. Preis
- 2011  23th Jaka Bede International Cartoon Contest (Polen) – 1. Preis
- 2011  50th International Cartoonfestival, Knokke-Heist (Belgien) – 1. Preis, Golden Hat
- 2011  28th International Cartoon Contest Aydin Dogan, Istanbul (Türkei) – Award of success
- 2011  5th International Cartoon Contest „Car-caricature“ Zagreb (Kroatien) – Grand Prix
- 2011  7e Festival du Dessin d’Humour et de Presse de Sélestat (Frankreich) – 5. Preis
- 2011  26a Biennale Internazionale dell'Umorismo nell'Arte, Tolentino (Italien) – Honorable mention
- 2011  13th International Cartoon Contest „Debiut“, Zielona Góra (Polen) – Special award
- 2011  Cartoonale Brugge (Belgien) – 2. Preis
- 2011  4th Cartoonale De Geus, Lebbeke (Belgien) – Honorable mention
- 2011  2nd Master Cup International Illustration Biennal, Peking (China) – Excellent prize
- 2012  44th International Graphic Humour Exhibition „Umoristi a Marostica“ (Italien) – Grand Prix Scacchiera
- 2012  18th International Cartoon Competition „Golden Keg“, Preslov (Slowakei) – Foundation Art.East Snina Prize
- 2012  2nd Gold Panda International Cartoon and Illustration Competition, Peking (China) – Copper Panda Medal
- 2012  International Cartoonfestival „Golden Helmet“, Krusevac (Serbien) – Diploma
- 2012  4th P.C. Rath Memorial International Web Cartoon Contest, Bolangir (Indien) – Special mention
- 2012  6th Jiaxing International Cartoon Exhibition (China) – Best creative prize
- 2012  International Cartoon Contest „Humour a Gallarate“ (Italien) – Special prize of jury
- 2012  4th „Red Man“ International Humour Art Biennal (China) – Exzellent prize
- 2013  45th International Graphic Humour Exhibition „Umoristi Marostica“ (Italien) – International Award „Umoristi Marostica“
- 2013  4th International Cartoon Competition Berlin (Deutschland) – 1. Preis
- 2013  30th International Cartoon Contest Aydin Dogan, Istanbul (Türkei) – 3. Preis
- 2013  International Cartoon Competition „The Great and the Little Warsaw“ (Polen) –  Honorable mention
- 2013  5th Cartoonale De Geus (Belgien) – 1. Preis
- 2014  20th International Cartoon Competition „Golden Keg“, Preslov (Slowakei) – Honorable mention
- 2014  Humorest, Hradec Králové (Tschechische Republik) – Price of the jury
- 2014  Dieter Burkamp-Preis für Karikatur, Oerlinghausen (Deutschland) – Honorable mention
- 2014  7th Baja Cartoon Contest, Baja (Ungarn) – 2. Preis
- 2015  Satyrykon Legnica, Legnica (Polen) – Distinction award
- 2015  20th Euro-Cartoonale Kruishoutem (Belgium) – Honorable mention
- 2016  21st Zemun International Salon of Caricature, Zemun (Serbien) – 2. Preis
- 2016  2nd International Cartoon Festival KrAgiKozvak and Cartoon & Art of Kosova (Kosovo) – 1. Preis
- 2017  European Festival of Humour and Satire KREMNICA GAGS (Slovakia) – 1. Preis
- 2018  13th Biennale Internationale „Humour et Vigne“, Jonzac (Frankreich) – Special mention
- 2020  Second LIBEX Satirical Cartoon Competition, Conversano (Italien) – Finalist
- 2020  International Cartoon Biennal Balkan Smile, Pogradec (Albanien) – 2. Preis
- 2021  14e Biennale Internationale du Dessin d’Humour, Jonzac (Frankreich) – Honorable mention
- 2022  30th International Festival of Satire and Humor, Trento (Italien) – Special mention
- 2024  2e Internat. Kartoenale Cultuursmakers, Sint-Truiden (Belgien) – 1. Preis
- 2024  9th World Humor Awards, Fidenza (Italien) – Excellent prize